# Circumvolució
En neuroanatomia, una circumvolució és un plec cerebral a l'escorça cerebral. Generalment, està envoltat d'un o més solcs. Les circumvolucions i els solcs creen l'aspecte plegat del cervell en humans i altres mamífers.